# 小出寿之太
小出 寿之太（こいで ひさゆきた？、安政5年1月4日（1858年2月17日） - 1923年（大正12年）9月18日）は、明治時代の数学教師。大阪府第三中学校、大阪府第二中学校校長。祖父小出兼政、父小出由岐太は共に徳島藩の和算家。

## 経歴
安政5年（1858年）1月4日生。明治4年（1871年）2月9日徳島藩算学教授、1873年（明治6年）2月4日名東県富田小学校教員となり、1877年（明治10年）2月21日高知県徳島師範学校（徳島大学）に転勤した。
1879年（明治12年）10月20日京都府雇として学務課に出仕、中学・師範学校八等助教を兼任し、1882年（明治15年）9月25日京都府師範学校（京都教育大学）三等教諭、1886年（明治19年）12月10日尋常師範学校教諭を務めた。
1888年（明治21年）3月31日第五高等中学校（熊本大学）教諭となり、1889年（明治22年）9月9日第三高等中学校（京都大学）教諭、1890年（明治23年）10月15日教授となった。この時予科在学中の喜田貞吉に数学を教えている。
1892年（明治25年）5月18日滋賀県尋常中学校（滋賀県立彦根東高等学校）教師を嘱託され、1894年（明治27年）7月7日教諭となり、1897年（明治30年）2月12日休職、4月14日退職した。
1898年（明治31年）1月17日大阪府第三尋常中学校（大阪府立八尾高等学校）教諭となり、1901年（明治34年）2月20日第三中学校校長、1905年（明治38年）9月20日第二中学校（大阪府立三国丘高等学校）校長を務めた。
1914年（大正3年）4月20日退職し、堺市大浜町に隠居した。1923年（大正12年）9月18日死去し、23日妙国寺で葬儀が行われた。

## 訳書
- リチャード・P・ライト原著『来徳氏著 平面幾何学』
  - Richard P. Wright, The Elements of Plane Geometry
- アイザック・トドハンター原著『学校用本 代数学』 - 国立国会図書館デジタルコレクション
  - Isaac Todhunter, Algebra For Beginners - Google ブックス
- チャールズ・スミス原著、中久木信順共訳『スミス氏小代数学』 - 国立国会図書館デジタルコレクション
  - Charles Smith, Elementary Algebra - Google ブックス

## 親族
- 祖父：小出兼政 - 和算家、暦学者。
- 父：小出由岐太 - 和算家、暦学者、砲術家。
  - 兄：小出清次郎 - 藩校長久館教授。明治34年（1901年）6月没[6]。
  - 弟：小出鶴吉 - 夭逝[6]。
  - 弟：小出長蔵 - 陸軍大阪地方幼年学校教授[6]。
  - 弟：小出芳五郎 - 夭逝[6]。